# Koštunjače
Koštunjače (Osteichthyes) su skupina riba s najvećim brojem vrsta od svih kralježnjaka. Za razliku od hrskavičnjača, njihov kostur je sasvim ili bar dijelom okoštao, dakle ima nakupine kalcija. Koštunjače se dijele na dva razreda koja se međusobno značajno razlikuju, mesoperke (Sarcopterygii) i zrakoperke (Actinopterygii). Danas su mesoperke važne još samo zato (u tom razredu je danas 8 živućih vrsta), jer su među njihovim fosilnim predstavnicima predci današnjih kopnenih životinja (Tetrapoda). No zrakoperke s oko 27.000 vrsta predstavljaju 96% ukupne riblje faune. Još uvijek se kako u moru tako i u slatkim vodama otkrivaju nove vrste.

## Obilježja
Većina koštunjača ima vretenasti oblik tijela, kako bi otpor vode pri kretanju bio što manji. Parne i neparne peraje ribe koriste za kretanje i stabiliziranje. Parne peraje (trbušne i prsne peraje), koje su kod mesoperki smještene na mišićnim nastavcima i iz kojih su se razvili prednji i stražnji udovi kopnenih životinja.
Ovisno o porodici kojoj pripada, pojedina vrsta može imati jednu, dvije ili tri leđne peraje, dok neke takse između leđne i repne imaju još i malenu masnu peraju. 
Peraje i broj i vrsta šipčica odnosno zraka u njima su vrlo značajno obilježje za svrstavanje u određenu taksonomsku skupinu.
Dužina odrasle koštunjače je vrlo različita, ovisno o vrsti, i kreće se od jedva nešto više od jednog centimetra i jedanaest metara. Najteža koštunjača na svijetu je veliki bucanj (Mola mola), duga do 3 metra, "visoka" 4 metra, i teška do 2,3 tone. 

#### Raznolikost tjelesnih oblika
Neke koštunjače svojim oblikom potpuno odudaraju od osnovnog oblika građe riba. Najpoznati takav primjer je red plosnatica (Pleuronectiformes), u koji spada i porodica listova (Soleidae). Ove ribe tijekom ontogeneze legnu na bok, koji je od tada njihova "donja strana". Oko i prsna peraja s te strane "premjeste" se na gornju stranu. Time ove ribe gube simetriju.
Druge porodice, kao Antennariidae, Synanceiidae i Solegnathinae brojnim izraslinama na tijelu zamućuju njegove osnovne konture, bilo da bi se prikrili od predatora, bilo da namame plijen.
Pelagijalni bucnjevi (Molidae) su viši nego što su dugački, nemaju trbušne niti repnu peraju i ponekad ih se naziva "plivajuća glava".

#### Koža i ljuske
Koža riba ima dva sloja. Gornji sloj, epiderma, nalazi se oko ljuske i ima žlijezde koje luče sluz. Uloga sluzi je dvoznačna. Smanjuje otpor vode, a služi i kao zaštita životinje jer ima baktericidna svojstva. U endodermu su pigmentne stanice koje su temelj obojenosti ribe. Pored toga, tu nastaju i ljuske koje su značajka riba, ali ih nemaju sve. Ljuske mogu biti, po obliku, cikloidne (okruglaste), ktenoidne (češljaste), plakoidne (zubaste) i ganoidne (pravokutne ili romboidne). Neke koštunjače uopće nemaju ljuske, ali im kožu prekriva sluz.

## Unutrašnja anatomija

#### Kostur
Kostur im se sastoji od kosti, a kod primitivnih vrsta dijelom još i od hrskavice. Na lubanji se nalazi škržni kostur sastavljen od četiri škržna luka od kojih se prednji razvio u donju čeljust. Kralježnica je povezana s lubanjom. Kralješci u području trupa nose rebra. Cijelom dužinom kralježnice kralješci imaju trnaste nastavke na leđnoj strani, a u području repa i na trbušnoj. Između mišića koštunjače često imaju "riblje kosti", koje čini okoštalo vezivno tkivo. Za upravljanje i pokretanje koštunjače koriste peraje, koje su, osim masnih peraja (kod lososa (Salmoniformes), Characiformes i somovki (Siluriformes), ojačane koštanim šipčicama. Prsne i trbušne peraje su parne i povezane su s kralježnicom u ramenom odnosno zdjeličnom pojasu. Neparne, leđna, repna i podrepna peraja povezane su s kralježnicom perajnim šipčicama ili zrakama. Neke vrste imaju masnu peraju smještenu između leđne i repne koja nema kostur, ali može biti ojačana rožnatim masom.

#### Mišići
Mišići koštunjača podijeljeni su na mišićje trupa i repa. Mišići trupa dijele se na pojedine segmente čiji broj najčešće odgovara broju kralježaka, no nije obavezno. Tako Mola mola ima 16 mišićnih segmenata, dok ih zmijolika Nemichthys scolopaceus ima više od 600.

#### Krvotok i disanje
Koštunjače imaju zatvoreni krvotok s jednostavnim srcem (s jednom pretkomorom i jednom komorom)   smještenim blizu škrga. Ono potiskuje vensku krv u škrge koje se sastoje od škržnih listića, finih kožnih nabora i resica, prokrvljenih vrlo velikim brojem kapilara tik ispod površine. Svojom velikom površinom škrge preuzimaju iz vode u njoj otopljeni kisik i daju ga dalje u krv. Stupanj efikasnosti škrga je vrlo visok, one preuzimaju do 70% raspoloživog kisika. To vjerojatno počiva na nasuprotnom strujanju vode kroz škrge, kao i visokom afinitetu hemoglobina koštunjača prema kisiku. Škržne otvore zatvaraju rožnati škržni poklopci.
No, ovaj način snabdijevanja riba kisikom nije jedini. Neke vrste koštunjača imaju i drugačije ili dodatne načine disanja. Ribe koje žive manje ili više amfibijski, kao na primjer one iz roda Periopthalmus mogu preuzeti kisik iz zraka preko kože. Neke vrste, kao i one iz roda Misgurnus, imaju razvijenu mogućnost disanja i ždrijelom. Gutaju zrak, a zatim u vrlo dobro prokrvljenom ždrijelu dolazi do izmjene plinova. Neke ribe (podred labirintnjače (Anabantoidei)) preuzimaju kisik i iz zraka, koristeći za to izrasline u području glave. Ribe kod kojih je riblji mjehur još povezan sa ždrijelom (kao kod Lepisosteidae), koriste i mjehur za disanje. Kod porodice Polypteridae i reda Dipnoi su izrasline u ždrijelu razvile funkciju pluća.

#### Riblji mjehur
Kod većine koštunjača riblji mjehur im regulira specifičnu težinu, tako da mogu plutati ili vrlo polako tonuti prema dnu ne koristeći pri tome peraje. Razvio se iz izrasline na gornjoj strani ždrijela. Mjehur može, kao kod šarana (Ciprinidae), biti još povezan sa ždrijelom (fiziostom) ili, kao kod grgečki (Perciformes), tvoriti komore odvojene od njega (fizioklist). Za reguliranje specifične težine plinovi (kisik, ugljikov dioksid, dušik) iz krvi u mjehur ulaze kroz plinsku žlijezdu ili preko veze sa ždrijelom (ductus pneumaticus). Za pražnjenje mjehura plin izlazi ponovo preko veze sa ždrijelom ili se ponovo vraća u krv preko snažno prokrvljenog dijela mjehura (oval). Hrskavičnjače, ali i neke koštunjače koje žive bentoskim životom ili su iznimno dobri plivači, nemaju riblji mjehur - ako se ne kreću, tonu na dno.

#### Živčani sustav i osjetila
Živčani sustav im je jednostavan, mozak malen, a veliki mozak nema koru. Ribe imaju dobro razvijeno osjetilo mirisa, nosna i usna šupljina su odvojene. Uši su građene od mjehurića ispunjenog tekućinom, a kod nekih vrsta su pokretljivim košćicama povezani s ribljim mjehurom. Građa unutrašnjeg uha je vrlo slična ljudskom. Većina riba registrira zvuk ispod 1 (kHz), dok su neke vrste naročitim strukturama poboljšale čujnost do 5 ili više kHz. Oči im imaju vrlo jaku leću fokusiranu na blizinu. Vide i ultraljubičastu svjetlost. Osjetilo opipa posebno dobro je razvijeno kod pridnenih riba. Koža gornjih usana i brkovi bogati su stanicama koje prihvaćaju osjet dodira. Ribe imaju još jedno osjetilni organ, često nazvan i "šestim čulom". To je bočna pruga koja se pruža sredinom tijela, gotovo cijelom njegovom dužinom. Sastoji se od niza udubljenja u koži, u kojima se nalaze osjetilne stanice s osjetilnim dlačicama koje svojim pomicanjem reagiraju na promjenu strujanja vode.

## Životni prostori
Prostori u kojim žive ribe dijeli se po dva kriterija. Jedan je medij u kojem žive. On je u većini slučajeva isključiv. To je s jedne strane morska voda a s druge slatka voda. Rijetki su primjeri vrsta koje tijekom života mijenjaju svoj dominantni medij. Drugi kriterij po kojem se životni prostor pojedinih vrsta također dijeli, jest položaj po okomici vodenog stuba gdje provodi veći ili gotovo sav svoj život.

### Oceani
Svjetska mora pokrivaju oko 70% površine zemlje što ih čini najvećim životnim prostorom. Koštunjače koje žive u gornjem sloju mora do dubine od 200 metara čine samo nešto više od 1% svih vrsta. U tom dijelu mora žive uglavnom vrste porodica skušovki (Scombridae) i poletuša (Exocoetidae). Sljedećih 5% koštunjača žive pelagijalno na dubini većoj od 200 metara. To su većim dijelom ribe iz reda sleđevki (Clupeiformes) i porodice Myctophidae.
Najveći dio koštunjača koje žive u moru, zadržava se u blizini obala. U hladnim obalnim vodama žive uglavnom mekušice (Gadidae), jeguljke (Anguillidae), bodeljke (Scorpaenidae) i ribe iz podreda babica. Ovaj životni prostor nastanjuje više od 5% vrsta koštunjača. To su vode vrlo bogate hranom, pa se ribe pojavljuju u vrlo velikim plovama što ova područja čini i vrlo važnim ribolovnim područjem.
Obale tropskih mora su zbog svojih raznovrsnih ekoloških niša u područjima koraljnih grebena i šuma mangrova s oko 40% svih u moru živećih vrsta koštunjača vrstama najbogatiji maritimni okoliš. Najzastupljenije su vrste riba iz reda grgečki, podreda pravih grgeča, glavoča i babica. Pored toga, na obalama toplih mora živi i veliki broj vrsta Anguilliformes.
Poseban životni prostor u oceanima je pridneno područje dubokih mora i kontinentalnih obronaka, gdje živi nešto više od 6% vrsta koštunjača. To je životni prostor vrsta iz redova odnosno porodica Marcrouidae, Ophidiiformes, Zoarcidae, Anguilliformes i Scorpaeniformes.

### Slatke vode
Iako je udjel slatke vode u ukupnoj količini vode na zemlji samo 2,6 do 3%, u rijekama, potocima i jezerima od ukupnog broja vrsta koštunjača u ovim vodama živi oko 40%. Zemljopisna izoliranost kao i velike razlike u uvjetima kao što su vrsta dna, temperatura, brzina protoka, godišnja doba, količina kisika sadržanog u vodi, tvrdoća vode i pH vrijednost doveli su do velikog broja prilagodbi i vrsta. Većina od oko 6.000 vrsta koštunjača koje žive u slatkoj vodi su šaranke (Cypriniformes), somovke (Siluriformes) i Characiformes koje s vrstama malobrojnijim Gymnotiformes i Gonorynchiformes čine takson Ostariophysi. Prema rasprostranjenosti vrsta ovog taksona može se zaključiti da su se razvile u vrijeme dok su još svi kontinenti, osim Australije gdje ne postoje, bili jedinstvena kopnena masa. Ostariofizi su se vrlo rano odvojili od sleđevki s kojima su imali zajedničke pretke. Oni su primarne slatkovodne ribe. Nakon ostariofiza, među slatkovodnim ribama najznačajnija je porodica ciklada (Ciclidae). One dominiraju slatkovodnom faunom istočnoafričkih jezera i Srednje Amerike, ali i zapadne Afrike, južne Amerike Madagaskara i južne Indije.

## Način života

#### Kretanje
Za kretanje im služi - zajedno s bočnim savijanjem tijela - prije svega repna peraja. No, i tu ima iznimaka. Tako se ribe porodica usnača (Labridae) i kirurga (Acanthuridae) kreću pretežno pomoću prsnih peraja, dok repnu koriste samo za usmjeravanje.

#### Razmnožavanje
Organi za razmnožavanje nalaze se kod koštunjača postrance iznad crijeva. Oplodnja se kod većine vrsta odvija bez parenja. Umjesto toga, ženkina ikra i mužjakovo "mlijeko" (sjeme) odlažu se na isto mjesto gotovo istovremeno u vodu. Pri tome se broj jajašaca od vrste do vrste ekstremno razlikuje. Dok neke vrste polažu milijune jajašaca, dotle one vrste koje provode brigu o leglu rijetko polažu više od par stotina (kao   koljuške (Gasterosteidae), koje polažu oko sto). Vrste koje brinu o leglu, rade to na razne načine. Kod vrsta koje polažu jaja na otvorenom, ženka položi jajašca na biljku ili drugi čvrti materijal, a mužjak ih zatim oplodi. Kod vrsta koje brinu o leglu u špilji ili nekom sličnom, djelomično zatvorenom prostoru, ženka pričvrsti jajašca za strop. Nakon izlaska iz jaja, mladunci provode na listovima ili u jamicama dok ne potroše sav žumanjak koji je ostao prirastao uz njih kod valjenja. Nakon toga, roditelji na smjenu, ili samo jedan roditelj, najčešće mužjak, vode larve i čuvaju granice revira. Ako veći dio larvi iz nekog razloga strada, može se dogoditi da roditelji pojedu preživjele larve i odmah nastave s podizanjem novog legla.
Neke vrste riba razvile su još jedan način brige o leglu, čuvanje jajašaca a kasnije i larvi u ustima. Kod ovih vrsta, majka uzima oplođena jajašca u usta i nakon valjenja larvi, pušta ih van, no tu briga ne prestaje. U slučaju opasnosti, larve se vraćaju natrag u majčina usta. Vrsta Synodontis multipunctatus razvila je ponašanje koje je jednako Parazitiranju gnijezda kod nekih ptica. Svoja jaja ostavljaju uz jaja ribe - domaćina. Tada ih ženka - domaćin uzme u usta i brine o njima kao o svojim. Kako se larve parazitirajuće vrste ranije izvale od larvi domaćina, pojedu jaja ili larve ribe - domaćina. Ribe roda Symphysodon nakon valjenja larvi izlučuju na koži sekret koji larve "pasu", i služi im kao prva hrana. Kod labirintnjača mušjaci na površini vode, između algi, naprave "gnijezdo" od pjene i tjeraju ženku da položi jajašca u njega. Pri tome, svojim tijelom obuhvati ženku i okrene ju na leđa, tako da jajašca otplutaju prema gnijezdu na površini. Nakon toga, mužjak potjera ženku i sam brine o leglu čuvajući ga od grabežljivaca. Kad se izvale larve, mužjak više ne brine o njima.
Neke koštunjače, naročito maritimne grgečke, nemaju genetički određen spol. On se izrazi tek pri susretu s partnerom, ili uvjetima okoliša, i može se mijenjati više puta. Postoje i koštunjače koje imaju organe za parenje, kao živorodne vrste roda Poeciliidae. Nakon unutartjelesne oplodnje ženka donosi na svijet žive mladunce.

## Povijest razvoja

#### Povijest razvoja i vanjska sistematika
Porijeklo koštunjača je uglavnom nejasno. Pretpostavlja se da njihova pretpovijest počinje u razdoblju donjeg silura, iako to nije dokumentirano fosilnim nalazima. Fosili koštunjača prvi put se pojavljuju u maritimnim naslagama donjeg devona. Pojedinačni nalazi ljuski iz razdoblja gornjeg silura pripisuju se koštunjačama.
Kako postoji sličnost koštunjača s izumrlim Acanthodiima, najstarijim čeljustoustima, smatra ih se sestrinskom grupom koštunjača. Zajednička im je građa škrga od 4 para škrga sa škržnim otvorom i poklopcem. Smatra se sigurnim, da koštunjače ne potiču od hrskavičnjača.
Moguće stablo porijekla koštunjača:
```
Čeljustouste
 (Gnathostomata)
 ├─† 
Placodermi

 └─N. N.
   ├─
Hrskavičnjače
 (Chondrichthyes)
   └─
Teleostomi

      ├─† 
Acanthodii
 
      
└─Koštunjače
 (Osteichthyes)
```

#### Povijest razvoja i unutrašnja sistematika
Oba razreda koštunjača, mesoperke i zrakoperke se već kod svog prvog pojavljivanja u donjem devonu značajno razlikuju. Prvi oblici su živjeli kao male, grabežljive, vretenaste ribe u moru. Obje grupe su vrlo brzo našle novi životni okoliš u slatkoj vodi. Mesoperke su u vrijeme srednjeg devona bile dominirajuće ribe slatkih voda. Preko prijelaznih oblika, kao što su Eusthenopteron, Panderichthys i Tiktaalik, od njih su se razvili kopneni kralježnjaci (Tetrapoda). Krajem perma broj vrsta mesoperki snažno se smanjio, a pod kraj krede nestali su gotovo svi oblici. Tek u 19. stoljeću pronađeno je 6 vrsta dvodihalica, a 1936. je otkrivena jedna jedina recentna vrsta ranije brojne skupine celikanata, komorski celikant (Latimeria chalumnae), koja je pravi živi fosil.
Prvobitni oblik zrakoperki, Chondrostei, prošao je u karbonu vrlo brzu adaptacijsku radijaciju, da bi krajem tijasa uglavnom ponovo nestao. Polypteriformes i štitonoše su još danas živući najbliži srodnici tih prvobitnih koštunjača. Druga skupina, temeljna taksa, novozrakoperke vrlo brzo je evoluirala za vrijeme trijasa, da bi velikim dijelom krajem krede nestala. U ovu skupinu je spadala Leedsichtys problematicus, najveća koštunjača svih vremena na zemlji, koja je možda mogla narasti i do 25 metara. Sjeverno- i srednjeameričke oklopne koštunjavke i sjevernoamerički Amia calva su preživjeli ostaci ovog drugog razdoblja procvata koštunjača. U trijasu, prije oko 220 milijuna godina po prvi put se pojavljuju prave koštunjače (Teleostei).
Sljedeći kladogram pokazuje veze srodnosti osnovnih taksa koštunjača sve do pravih koštunjača (Teleostei). U zagradama se navodi broj danas živućih vrsta.
```
Koštunjače
 (Osteichthyes) 
 ├─
Mesoperke
 (Sarcopterygii) 
 │  ├─
Celakanti
 (Coelacanthimorpha) (1 vrsta)
 │  └─
Choanata

 │     ├─
Dvodihalice
 (Dipnoi) (6 vrsta)
 │     └─
Kopneni kralježnjaci
 (Tetrapoda)
 └─
Zrakoperke
 (Actinopterygii)
    ├─
Polypteriformes
 (10 vrsta)
    └─Actinopteri
      ├─
Štitonoše
 (Acipenseriformes) (30 vrsta)
      └─
Novozrakoperke
 (Neopterygii)
         ├─
Semionotiformes
 (7 vrsta)
         └─Halecostomi
           ├─
Muljarice
 (Amiiformes)  (1 vrsta)
           └─
Prave koštunjače
 (Teleostei) (više od 27.000 vrsta)
```

U vrijeme srednje krede dogodio se eksplozivni pomak u evoluciji, kad su se razvili, između ostalih, Preotacanthopterygii. Već prije kraja krede prave koštunjače su uglavnom potisnule svoje konkurente. Druga faza brzog evolucijskog dijeljenja u gornjoj kredi i donjem tercijaru dovela je do razvoja grgečki (Perciformes).
Postoje fosili od samo 57% danas živućih porodica pravih koštunjača. Gotovo 70 porodica je izumrlo.
Uspjeh pravih koštunjača zasniva se velikim dijelom na prilagodbi životu u otvorenoj vodi. Tijekom evolucije pravih koštunjača postoji tendencija smanjenja broja kralježaka, što čini tijelo ribe krućim i pogodnijim za kretanje kroz vodu. Pored toga, promjene na lubanjama pravih koštunjača omogućile su im da osvoje hranidbeni prostor raslinja na stijenama i koraljnim grebenima. S 40 redova i više od 400 porodica čine najveći dio svih vrsta riba.
Neke takse, kao Stomiiformes, Aulopiformes i Myctophiformes prilagodile su se životu na velikim dubinama.
Kladogram srodnosti pravih koštunjača do Acanthopterygii:
```
Prave koštunjače
 (Teleostei)
 ├─
Osteoglossomorpha
 (
koštanojezičnjače
) 
 ├─
Elopomorpha
 (
jeguljke
 i druge)
 ├─Ostarioclupeomorpha (=Otocephala)
 │  ├─
Clupeomorpha
 (
sleđovke
)
 │  └─
Ostariophysi
 (
šaranke
, 
somovke
 i druge)
 └─Euteleostei
    ├─
Protacanthopterygii
 (
pastrvke
, 
štukovke
 i druge)
    ├─
Stomiiformes

    ├─
Ateleopodiformes
    
    ├─
Aulopiformes

    ├─
Myctophiformes

    ├─
Lampridiformes

    ├─
Polymixiiformes

    ├─
Paracanthopterygii
 (
tovarke
 i druge)
    └─
Acanthopterygii
 (
grgečke
, 
plosnatice
 i druge)
```

## Klasifikacija ribljih vrsta: koštunjače
Osteichthyes:

## Vanjske poveznice
Taksonomija (hrvatski)
|  | Zajednički poslužitelj ima još gradiva o temi Koštunjače |
|  | Wikivrste imaju podatke o taksonu Koštunjačama           |